# Anne Willem Swart
Anne Willem Swart (Zaandam, 30 augustus 1907 – Meppel, 10 mei 1940) was een Nederlandse militair in de Tweede Wereldoorlog.

## Tweede Wereldoorlog
Bij de Duitse inval verdedigde sergeant Swart met een achttal militairen, allen van het 33e Regiment Infanterie, een aarden bunker aan het Rumptigerpad in Meppel. Een granaatscherf werd hem uiteindelijk noodlottig. Daarna gaven de andere verdedigers zich over. Op 16 november 1940 werd Swart onder grote belangstelling begraven op de RK-begraafplaats in Meppel. In 1985 werd hij herbegraven op de militaire begraafplaats op de Grebbeberg.

## Gedenkteken
De naam van Swart staat vermeld op de Erelijst van Gevallenen 1940-1945.
Op 16 november 2015 vond in Meppel de onthulling plaats van een nieuw gedenkteken op de plaats waar Swart op 10 mei 1940 het leven liet, als enige Nederlandse militair bij de verdediging van de gemeente. Het monument bestaat uit een zwerfsteen geplaatst op een zwarte natuursteen. Bij de onthulling van het monument waren vele familieleden van Swart aanwezig, onder wie zijn dochter uit Australië.